# Friedrich Astholz junior

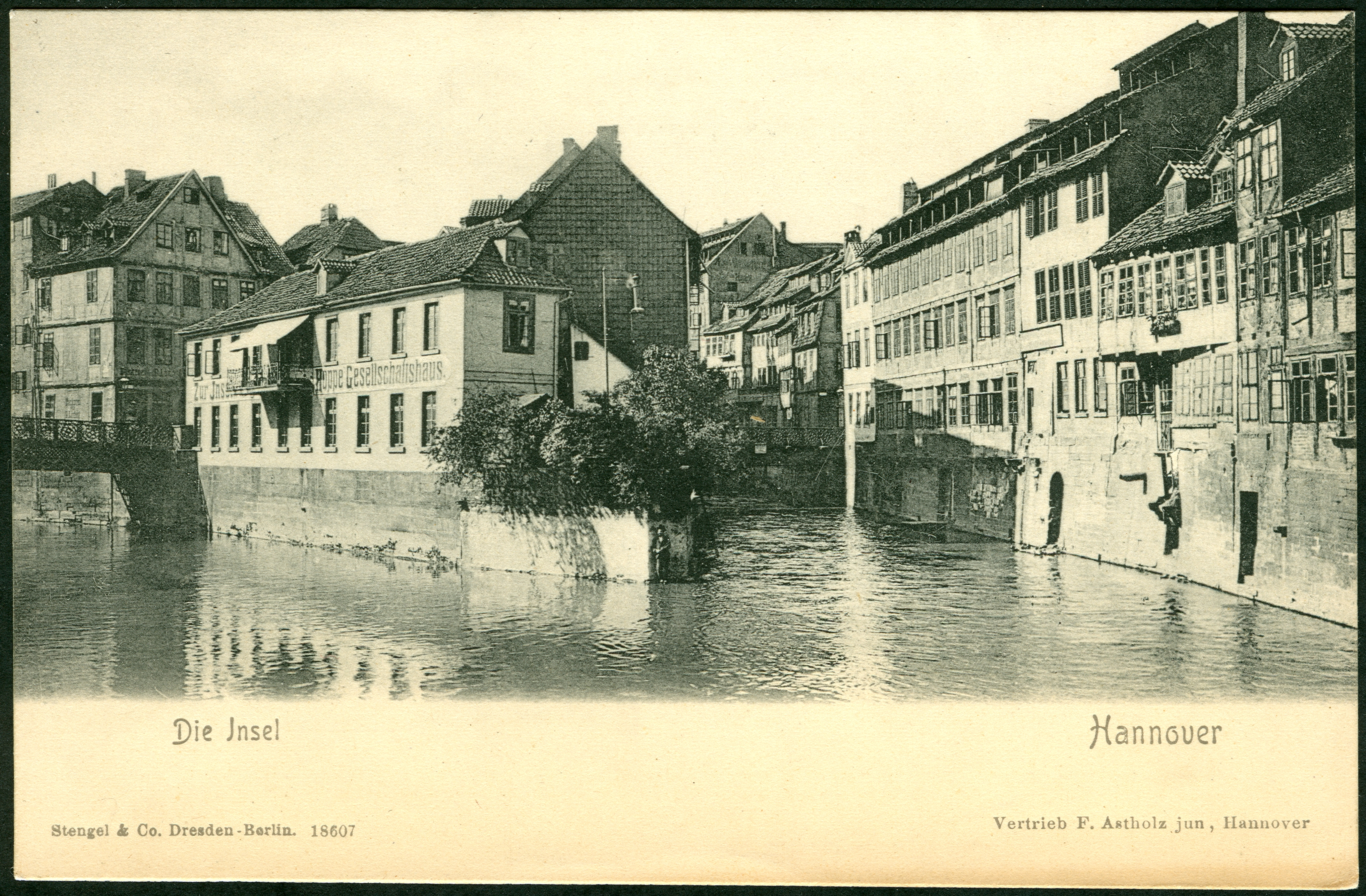
Ansichtskarte Nummer „18607“, „Die Insel, Hannover“ von Stengel & Co., „Vertrieb F. Astholz jun, Hannover“; um 1900

Friedrich Astholz junior (auch: F. Astholz jun.) war Anfang des 20. Jahrhunderts ein deutscher Verleger fortlaufend nummerierter Ansichtskarten sowie ein Fotograf mit Sitz in Hannover.

## Leben
Ein Kleidermacher „Friedr. Astholz“ ist bereits 1849 im Adreßbuch der Königlichen Haupt- und Residenzstadt Hannover nachgewiesen unter der Adresse „Insel 1“.
Als der Verlag Stengel & Co. um 1900 seine mittels Lichtdruck produzierte Ansichtskarte Nummer „18607“, mit dem Titel „Die Insel, Hannover“ herausgab, war es „F. Astholz jun“, der laut Aufdruck auf der Karte für den Vertrieb dieser Ansicht vor Ort sorgte. Etwa zur gleichen Zeit begann Friedrich Astholz junior als Verleger eigener Bildpostkarten, die zum Beispiel 1902 noch seinen aufgedruckten Namen sowie die Jahreszahl der Aufnahme beziehungsweise der Herausgabe auf der Bildseite aufwiesen. Dasselbe Motiv vervielfältigte Astholz in verschiedenen Bildausschnitten und Auflagen, später auch mit Verlagsangaben auf den Rückseiten der Ansichtskarten, die er sowohl in schwarz-weiß und ergänzend auch koloriert herausgab. Ebenso wir Stengel & Co. nummerierte auch Astholz die von ihm verlegten Ansichtskarten fortlaufend, wie beispielsweise die Karte Nummer „725“ mit einer Ansicht der Podbielskistraße in Hannover zeigt.
Auf manchen Ansichtskarten wies sich Friedrich Astholz junior mit dem zusätzlichen Vermerk „Phot. und Verlag“ auch als Urheber der zugrunde liegenden Fotografie aus.
Astholz beschränkte sich jedoch nicht allein auf eigene Fotografien oder die Verlegung von Ansichtskarten mit Motiven ausschließlich aus seiner Heimatstadt: Das Stadtgeschichtliche Museum Leipzig ist im Besitz einer von dem Fotografen Julius Berndt aufgenommenen Ansicht der Stadt Leipzig, die Astholz dann als kolorierte Ansichtskarte mit Stadtwappen verlegte.

## Historische Bilddokumentationen
Für heutige Heimatkundler und Brauchtums-Forscher bietet die kolorierte Ansichtskarte mit dem Titel „Hochzeit in Schaumburg-Lippe - Der Brautwagen“ ein relevantes Objekt für eine historische Bilddokumentation.
Eine der Ansichtskarten mit der Nummer „1403“ mit Ansichten der Ruine Hohnstein und dem Logis- und Pensionshaus von A. Staecker in Neustadt/Harz (Thüringen) wurde 1921 mit Absendestempel der Post versehen und gibt einen ersten Hinweis zur zeitlichen Eingrenzung der Dauer der Verlagstätigkeit von Friedrich Astholz junior.

## F. Astholz

### Anfangs-Nummerierung

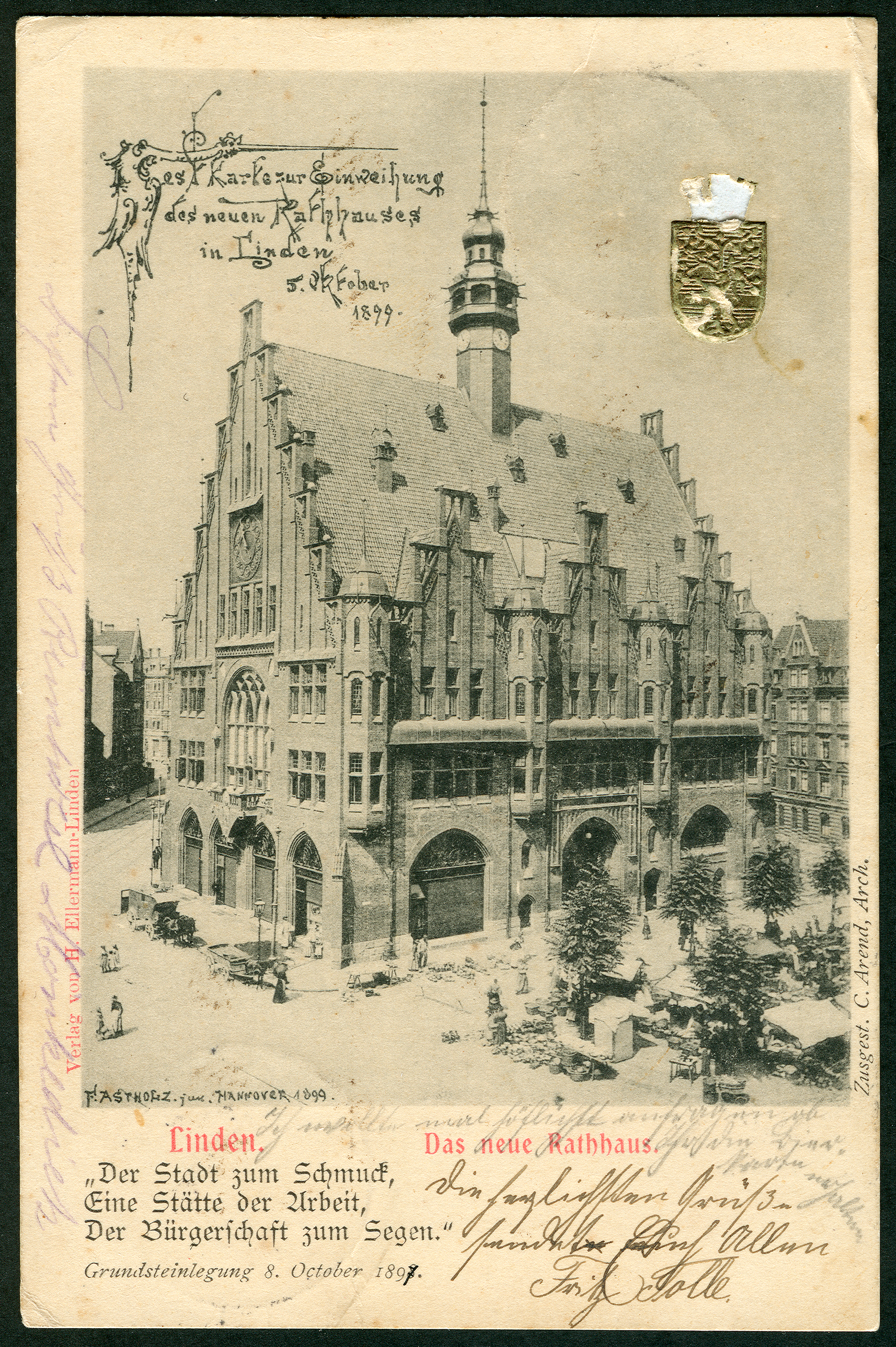
Nicht nummerierte Ansichtskarte anlässlich der Einweihung des Neuen Lindener Rathauses in Linden am 5. Oktober 1899

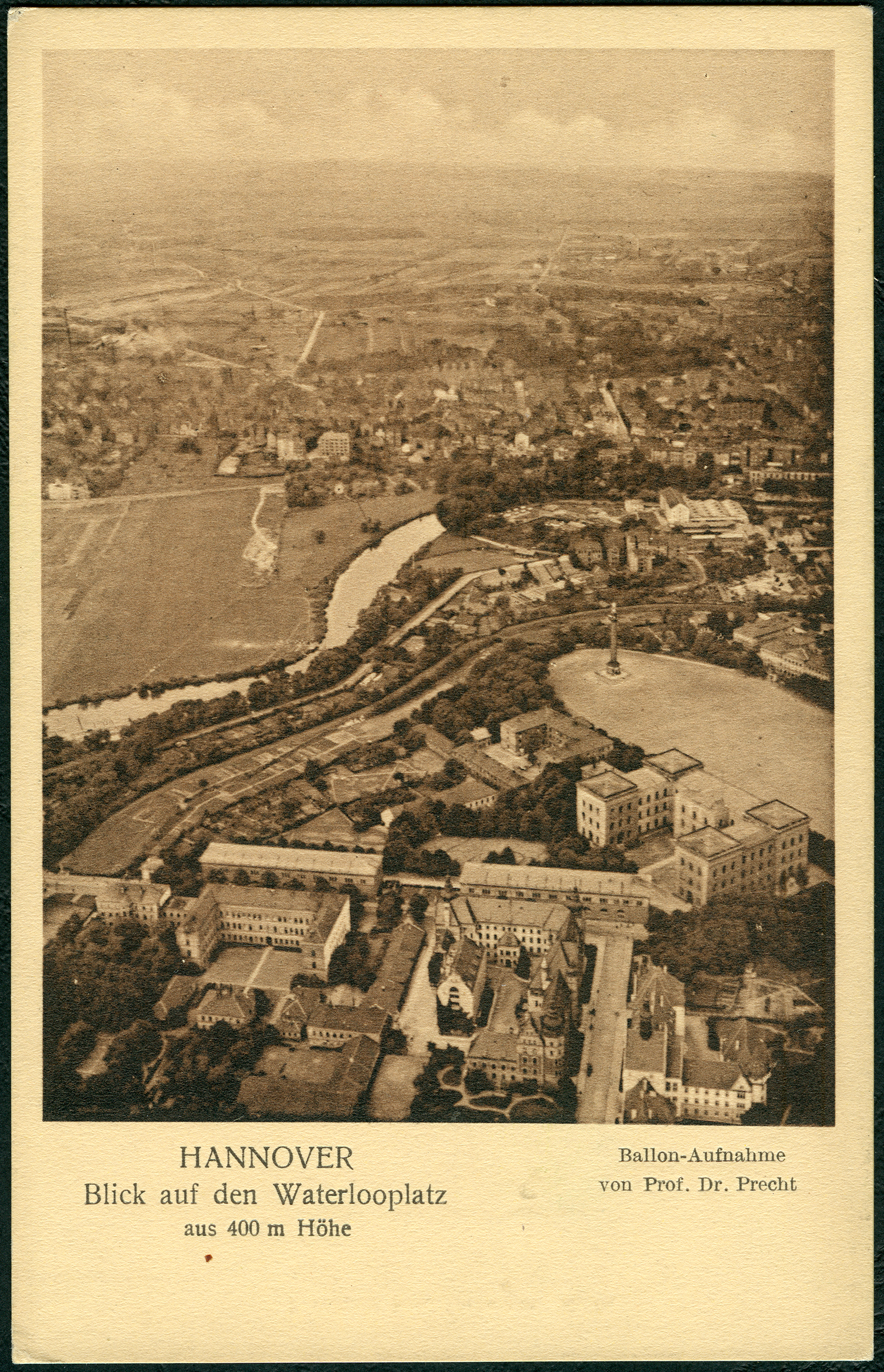
Luftbildfotografie (Ballonaufnahme) von Julius Precht mit Blick auf den Waterlooplatz, die Polizeidirektion Hannover und den späteren Schützenplatz;
Ansichtskarte Nr. K 29 von F. Astholz jun., um 1910

Mit den Verlagsangaben „F. Astholz, Hannover“ und der „Nr. 4“ existiert eine Ansichtskarte mit dem Titel „Hannover. Hochhaus mit Planetarium“, auf der das Anzeiger-Hochhaus nebst Nachbargebäuden abgebildet ist. Die Karte mit einer offensichtlich neu angelegten, fortlaufenden Verlags- (und Bestell-)Nummer wurde nicht, wie ältere Ausgaben von Friedrich Astholz junior, im Lichtdruck produziert, sondern als direkter Fotoabzug mit einem umlaufenden weißen Rand auf der Bildseite.
Aus der Zeit nach dem Bau des Maschsees, der 1936 eingeweiht wurde, existiert eine Karte mit einer Ansicht des fertiggestellten Sees, die rückseitig ebenfalls die Angaben „F. Astholz, Hannover“ sowie die „Nr. 5“ aufweist.

### Weitere Forschung
Ob es sich bei „F. Astholz“ um einen Nachfolger Friedrich Astholz juniors handelt oder um ein und die gleiche Person, die anlässlich einer neuen Reproduktionstechnik eine intern neue Verlagsnummerierung vornahm sowie im fortgeschrittenen Alter lediglich den Zusatz Junior fallen ließ, muss die weitere Forschung aufzeigen. Eine Gemeinfreiheit für beide Fälle unterstellt zumindest Zeno.org.